# Michael Meier (Journalist)
Michael Meier (* 1955 in Zürich) ist ein Schweizer Journalist, römisch-katholischer Theologe und Fachjournalist für Religion, Kirche und Gesellschaft.

## Leben
Meier wuchs in einer säkularen Familie auf und  studierte in Zürich Germanistik und Psychologie, um Journalist zu werden. Wegen der für ihn drängenden Gottesfrage  studierte er danach in Freiburg im Üechtland noch katholische Theologie. Bei Adrian Schenker, einem Spezialisten für das Alte Testament, besuchte er einen Konvertitenkurs, weil er als ursprünglich Reformierter die Konfession wechseln wollte. Das dritte Studienjahr absolvierte er an der Gregoriana in Rom, was ihn aber wieder etwas von der katholischen Kirche abrücken liess. 
Seit 1987 ist er als theologischer Journalist tätig. Zuerst schrieb er für die katholische Tageszeitung Neue Zürcher Nachrichten, ein Jahr später begann er bei der Zürcher Tageszeitung Tages-Anzeiger. Der «Fall Haas» war damals in der Schweiz in aller Munde. Meier übernahm diesen Fall und begleitete ihn als theologischer Fachmann journalistisch. Dies brachte ihm schweizweit Publizität und ebnete ihm den Weg zum Kulturkritiker und zum Fachjournalisten für Religion, Kirche und Gesellschaft.

## Ehrungen
Meier erhielt 2006 den Herbert-Haag-Preis für Freiheit und Menschlichkeit in der Kirche, weil er wach, sensibel, weit, unabhängig und kritisch über Religion und Kirche informiere.
Zusammen mit fünf Kollegen bekam er am 24. Mai 2011 den Zürcher Journalistenpreis für sein journalistisches Gesamtwerk. Die Jury begründete dies damit, dass Meier nicht nur Sachverhalte beschreibe, sondern sie auch einordne und damit zur religiösen Aufklärung beitrage.

## Publikationen
- Der Papst der Enttäuschungen. Warum Franziskus kein Reformer ist. Herder, Freiburg im Breisgau 2024, ISBN 978-3-451-39716-5.